# Stefan Kulovits
Stefan Kulovits (Vienna, 19 aprile 1983) è un allenatore di calcio ed ex calciatore austriaco, di ruolo centrocampista.

## Carriera

### Club
Cresciuto nelle giovanili del Red Star Penzing, è poi passato nelle giovanili del Rapid Vienna. All'età di 18 anni entrò nella squadra dilettanti del Rapid Vienna.
Venne promosso in prima squadra nel 2002, debuttando in estate, dopo aver trascorso un anno in seconda squadra (Rapid Amateure).
Ha partecipato alla Champions League 2005-2006.
È stato spesso vittima di infortuni che lo hanno tenuto lontano dal campo di gioco, per esempio frattura della mano nel 2005 e frattura della tibia nel 2007.

### Nazionale
Ha debuttato in Nazionale austriaca l'8 febbraio 2005 contro Cipro.

## Palmarès
- Campionato austriaco: 2

Rapid Vienna: 2004-2005, 2007-2008